# Henri Girault
Henri Girault est un athlète français, né à Latillé (Vienne) le 22 juillet 1936 et mort à Naintré (Vienne) le 23 juin 2014, adepte de l'ultrafond et ayant réalisé plus de 600 courses à pied de 100 km, détenant ainsi le record en nombre de participation.

## Biographie
Henri Girault a réalisé plus de 600 courses à pied de 100 km, détenant ainsi le record en nombre de participations,.

## Records personnels
Statistiques d'Henri Girault d'après la Deutsche Ultramarathon-Vereinigung (DUV) :
- Marathon : 3 h 51 min 43 s au marathon de New-York en 1987[5]
- 50 km route : 5 h 8 min 4 s aux championnats du monde IAU des 100 km de Winschoten en 1995 (50 km split)
- 100 km route : 10 h 16 min aux 100 km Self-Transcendance de Paris en 1989
- 6 heures route : 40,716 km aux 24 h de Grenoble en 2010 (6 h split) à 76 ans
- 12 heures route : 76,212 km aux 24 h de Grenoble en 2010 (12 h split) à 76 ans
- 24 heures route : 137,498 km aux 24 h de Grenoble en 2010 à 76 ans